# Distretto di Korkut
Il distretto di Korkut (in turco Korkut ilçesi) è uno dei distretti della provincia di Muş, in Turchia.